# Червоїд жовтоголовий
Червоїд жовтоголовий (Vermivora cyanoptera) — вид горобцеподібних птахів родини піснярових (Parulidae). Поширений у Північній Америці.

## Поширення
Гніздиться у східній частині Сполучених Штатів від східно-центральної Небраски на заході до південної частини Міннесоти, Вісконсина, Мічигану та південного Онтаріо на півночі до центрального Нью-Йорка, південного Вермонту, південного Нью-Гемпшира та Нової Англії на сході, з півдня до Південної Кароліни, півночі Джорджії, півночі Алабами, сходу Теннессі та півдня Міссурі. Зимує у Центральній Америці від південної Мексики до центральної Панами. Місцем розмноження є відкриті чагарникові ділянки.

## Опис
Оперення у самців від жовтого до оливково-зеленого зверху і жовте знизу. На надкрилах від синьо-сірого до сірого кольору є дві білі смуги крил. Над оком коротка чорна смужка. Самиці зазвичай мають тьмяніше оперення, ніж самці.

## Спосіб життя
Птах харчується комахами. Влаштовує чашоподібні гнізда близько до землі в кущах або прямо на землі. Самиця відкладає в гніздо від чотирьох до семи яєць.